# Вільгельм Фаллей
Вільгельм Фаллей (нім. Wilhelm Falley; нар. 25 вересня 1897 Мец, Ельзас-Лотарингія — пом. 6 червня 1944 Піковіль, Нормандія) — німецький генерал-лейтенант, учасник Першої та Другої світової війни. Під час проведення союзниками Нормандської повітряно-десантної операції загинув від рук десантників у перші години вторгнення, ставши першим німецьким генералом, що втратив життя в Західній Європі з початком операції «Оверлорд».

## Нагороди
- Залізний хрест 2-го і 1-го класу
- Ганзейський Хрест (Гамбург)
- Нагрудний знак «За поранення» в чорному
- Почесний хрест ветерана війни з мечами
- Медаль «За вислугу років у Вермахті» 4-го, 3-го, 2-го і 1-го класу (25 років)
- Медаль «У пам'ять 1 жовтня 1938»
- Застібка до Залізного хреста
  - 2-го класу (26 липня 1940)
  - 1-го класу (23 червня 1941)
- Штурмовий піхотний знак в сріблі (26 серпня 1941)
- Лицарський хрест Залізного хреста (26 листопада 1941)
- Медаль «За зимову кампанію на Сході 1941/42»
- Дем'янський щит
- Нагрудний знак «За поранення» в чорному (12 листопада 1943)
- Орден «За військові заслуги» (Болгарія), командорський хрест з мечами і військовою відзнакою
- Німецький хрест в золоті (20 січня 1944)